# Marvin Fritz

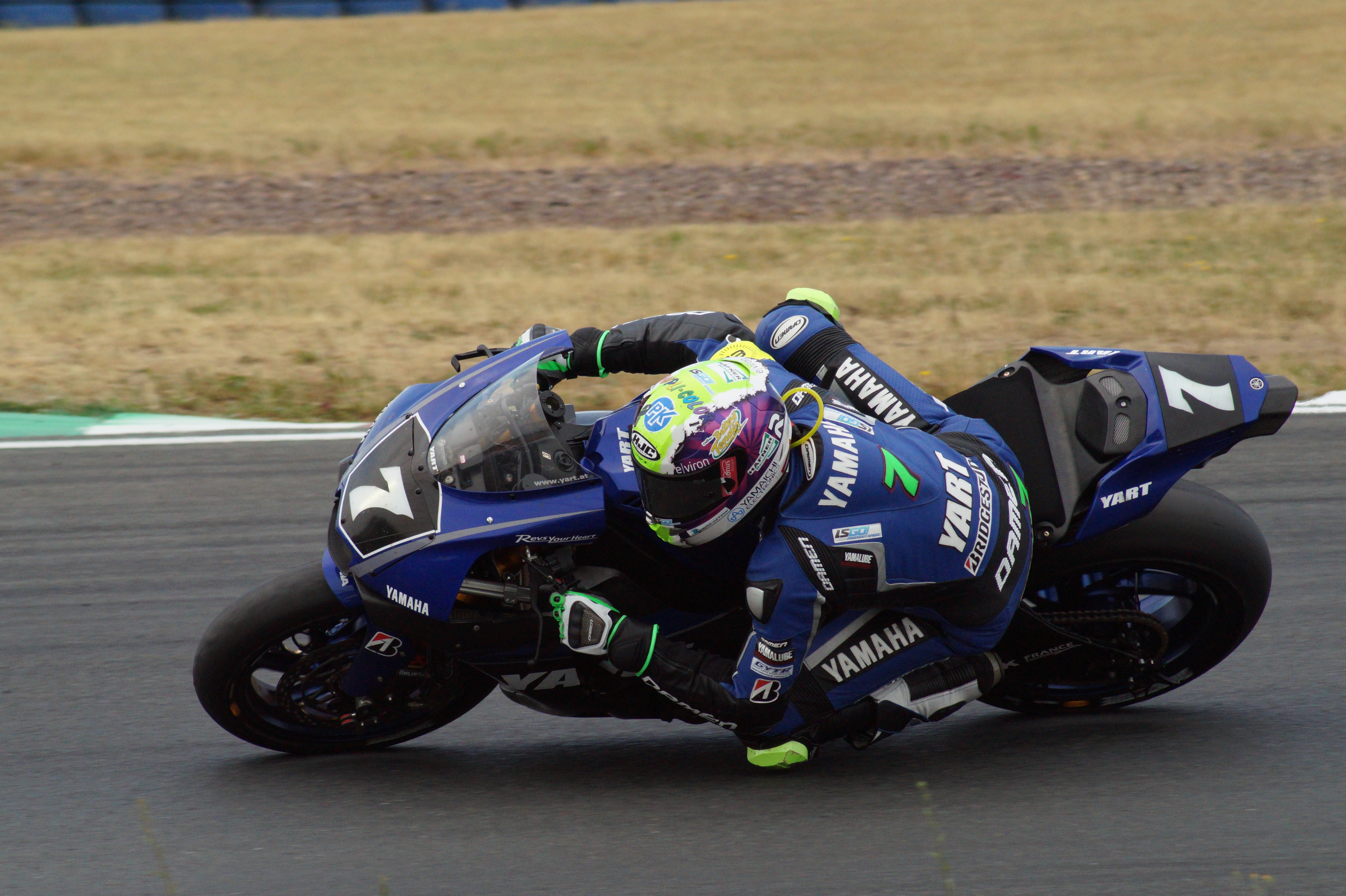
Marvin Fritz bei der German Speedweek in Oschersleben 2018

Marvin Fritz (* 20. April 1993 in Mosbach) ist ein deutscher Motorradrennfahrer.

## Karriere

### Anfänge
Marvin Fritz stammt aus Neckarzimmern und begann im Alter von vier Jahren mit dem Motorsport, fuhr zunächst Motocross und feierte einige Erfolge. 2002 wechselte Fritz zum Straßenrennen und bestritt seine erste Minibike-Saison. In der Saison 2003 wurde er deutscher Meister in der Nachwuchs-Kategorie. Nach einem weiteren Jahr in der Minibike-Meisterschaft, wechselte der Deutsche zur Saison 2005 in den ADAC Junior Cup und gewann auf Anhieb den Meistertitel.

### IDM
2006 startete Fritz erstmals in der Internationalen Deutschen Motorradmeisterschaft (IDM) in der Klasse bis 125 cm³ auf Honda und belegte in der Gesamtwertung Rang 11. In den folgenden Jahren fuhr er weiterhin in der Achtelliter-Klasse und wurde unter anderem Vizemeister 2009. Nach einem Jahr in der Superstock 600-Europameisterschaft 2012, kehrte Fritz zur IDM zurück, wo er 2014 mit dem Team Bayer-Bikebox Racing Supersport-Meister auf Yamaha wurde. Nach einem Jahr in der Superstock 1000-Klasse, stieg er in die IDM Superbike auf. Mit acht Siegen krönte sich Fritz 2016 in seinem ersten Jahr in der höchsten Klasse mit dem Team Bayer-Bikebox Racing zum Deutschen Meister.

### In der Motorrad-WM
Fritz startete mit Wildcard bei vier Rennen in der Motorrad-Weltmeisterschaft in der Klasse bis 125 cm³ und erreichte dabei in Assen 2009 mit einem 14. Platz sein bestes Ergebnis.

### Langstrecken-WM
Fritz startet seit der Saison 2016 für das Yamaha Austria Racing Team in der FIM Endurance Weltmeisterschaft. Der Deutsche gewann seither zweimal das Acht-Stunden-Rennen auf dem Slovakiaring und erreichte drei weitere Podestplätze mit seinem Team bis zum Saisonende 2018/2019. In der Saison 2016/17 erreichte das Team Gesamtrang drei in der Langstrecken-WM, neben Fritz starteten Broc Parkes, Kotha Nozane, Josh Hayes und Sheridan Morais bei den Rennen.
Die Saison 2019/20 begann für Fritz und sein YART-Team mit einem Ausfall beim Bol d’Or. Beim Training zum Acht-Stunden-Rennen von Sepang verletzte er sich und musste anschließend auf das Rennen verzichten, welches sein Team gewinnen konnte. Beim Finale der Endurance-WM in Estoril gelang Fritz mit seinem Team der Sieg beim 12-Stunden-Rennen, in der WM-Gesamtwertung landete die österreichische Mannschaft auf Platz 2.

## Statistik

### Erfolge
- 2003 – ADAC Mini Bike Cup
- 2005 – ADAC Junior Cup
- 2014 – Deutscher Supersport-Meister auf Yamaha
- 2016 – Deutscher Superbike-Meister auf Yamaha
- 2023 – Langstrecken-Weltmeister auf Yamaha

### In der Motorrad-Weltmeisterschaft
| Saison | Klasse  | Motorrad | Rennen | Siege | Podien | Poles | Punkte | Ergebnis |
| ------ | ------- | -------- | ------ | ----- | ------ | ----- | ------ | -------- |
| 2008   | 125 cm³ | Seel     | 1      | –     | –      | –     | –      | –        |
| 2009   | 125 cm³ | Honda    | 1      | –     | –      | –     | 2      | 31.      |
| 2010   | 125 cm³ | Honda    | 1      | –     | –      | –     | –      | –        |
| 2011   | 125 cm³ | Honda    | 1      | –     | –      | –     | –      | –        |
| Gesamt | Gesamt  | Gesamt   | 4      | 0     | 0      | 0     | 2      |          |

### In der Superbike-WM
(Stand: Saisonende 2021)
| Saison | Team            | Motorrad | Rennen | Siege | Podien | Poles | Punkte | Ergebnis |
| ------ | --------------- | -------- | ------ | ----- | ------ | ----- | ------ | -------- |
| 2021   | IXS-YART YAMAHA | Yamaha   | 5      | –     | –      | –     | 6      | 24.      |
| Gesamt | Gesamt          | Gesamt   | 5      | 0     | 0      | 0     | 6      |          |

### Im FIM Superstock 1000 Cup
| Saison | Team                    | Motorrad | Rennen | Siege | Podien | Poles | Punkte | Ergebnis |
| ------ | ----------------------- | -------- | ------ | ----- | ------ | ----- | ------ | -------- |
| 2017   | Bayer-Bikerbox Yamaichi | Yamaha   | 6      | –     | –      | –     | 23     | 15.      |
| Gesamt | Gesamt                  | Gesamt   | 6      | –     | –      | –     | 23     |          |

### In der Superstock-600-Europameisterschaft
| Saison | Team                         | Motorrad | Rennen | Siege | Podien | Poles | Punkte | Ergebnis |
| ------ | ---------------------------- | -------- | ------ | ----- | ------ | ----- | ------ | -------- |
| 2011   | Revolution Racedays Kawasaki | Kawasaki | 1      | –     | –      | –     | –      | –        |
| 2012   | Racedays                     | Kawasaki | 5      | –     | –      | –     | 12     | 23.      |
| Gesamt | Gesamt                       | Gesamt   | 6      | –     | –      | –     | 12     |          |